# Taq-i Kisra

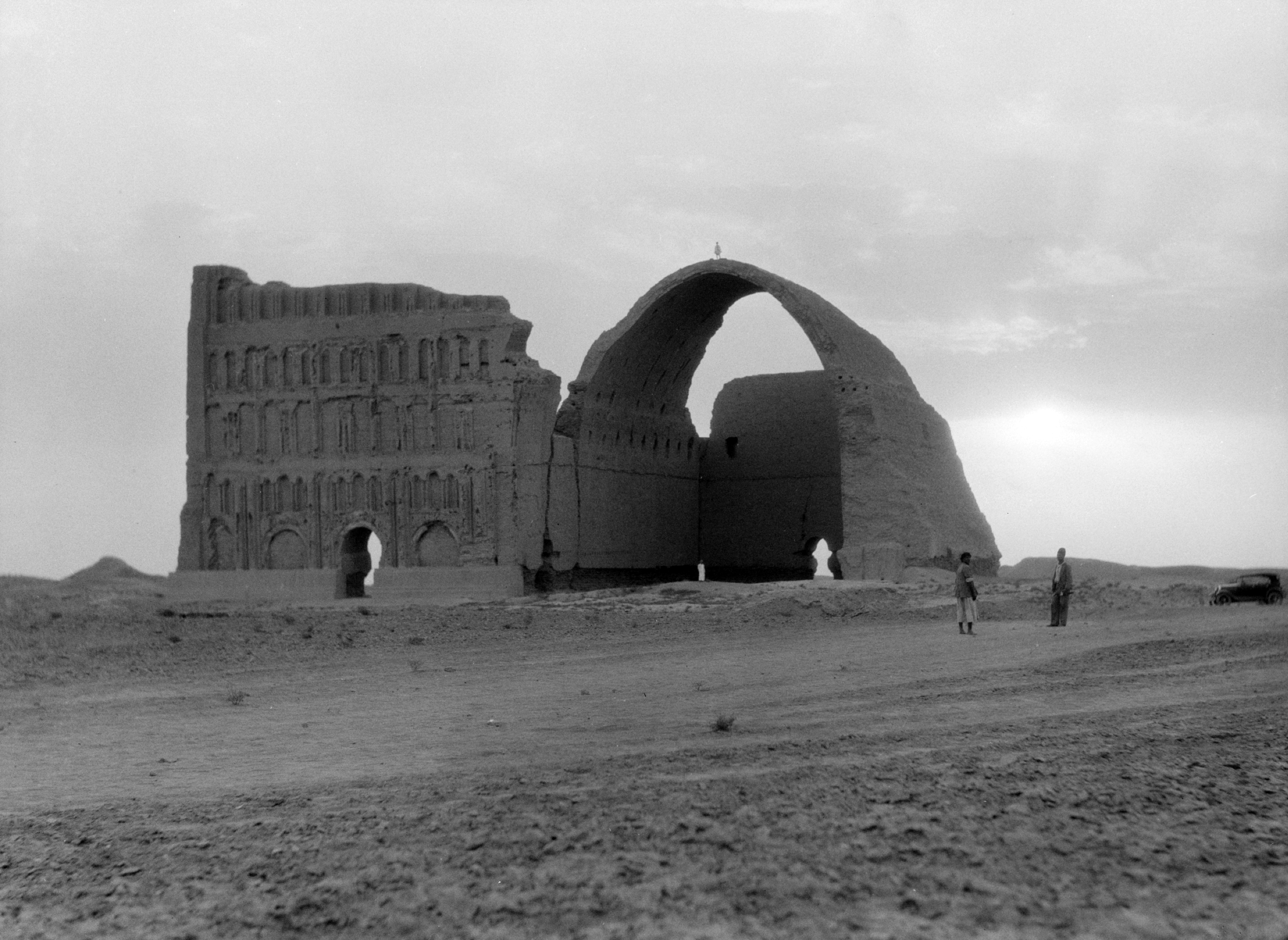
Gran Arco de Ctesifonte. Imagen de 1932.

El Taq-i Kisra (en persa طاق كسرى , significando Iwan de Cosroes) es un monumento persa en Al-Mada'in, único resto visible de la antigua ciudad de Ctesifonte. Se halla cerca de la actual Salman Pak, Irak. Diversas transliteraciones y nombres incluyen Tâgh-i Kasrâ, Ayvan-e Khosrow, Ayvan-a Kesra, Ayvān-a Kesrā, Ayvān-e Madā'en, Taq-i Khusrau, Taq i Kisra, Iwan-i Kisra, Taq-e Kisra, Tagh-i Kasra o Gran Arco de Ctesifonte.
La construcción comenzó durante el reinado de Cosroes I después de una campaña contra el Imperio bizantino, en 540. La sala, abierta por el lado de la fachada, tenía unos 37 metros de alto, 26 metros de ancho y 50 metros de largo.
El arco era parte de un complejo palaciego imperial. La sala del trono, presumiblemente bajo el arco, superaba los 30 metros de alto y cubría una superficie de 24 m de ancho por 48 de largo. Fue la mayor cámara construida en Persia. El arco superior parabólico fue construido sin cimbras.
El Taq-i Kisra es hoy en día todo lo que queda a nivel superficial de la ciudad que durante siete siglos fue la capital de seleúcidas, partos y sasánidas, que mantuvieron la capital como bastión contra el expansionismo romano desde el Oeste. La estructura que sobrevive fue el pórtico de audiencias.

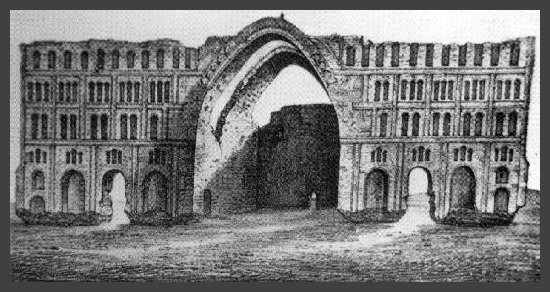
Dibujo del Capitán Hart de 1824.

En 1888, aproximadamente un tercio de las ruinas fueron destruidas por una inundación.
Durante el gobierno de Sadam Huseín se comenzó la reconstrucción del monumento, que en 1980 vio reconstruida su ala norte. Tras la primera guerra del Golfo en 1991, se pararon todos los trabajos. Hoy en día, gracias a la cooperación de la Universidad de Chicago a través del "Proyecto Diyala" el gobierno iraquí ha recomenzado los trabajos de restauración.
El arco es famoso por haber sido el centro de una fotografía aérea, ganadora de premios artísticos, realizada por el escritor Roald Dahl, que aparece recogida en su autobiografía Going Solo.

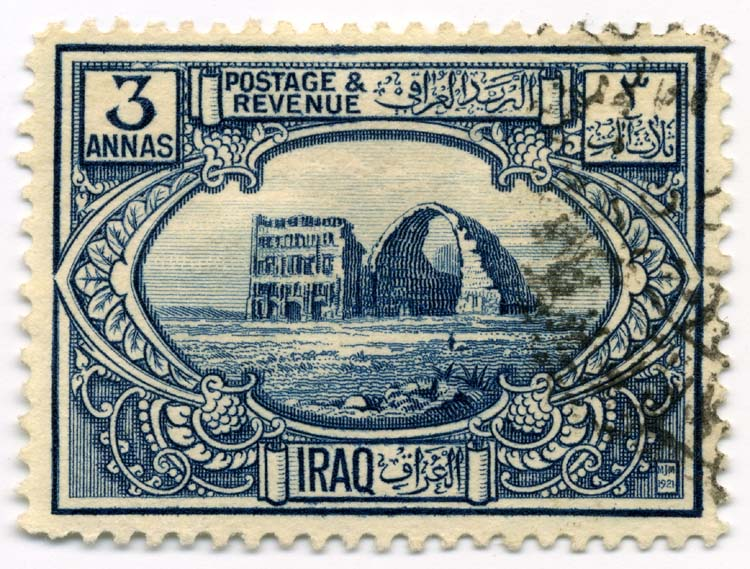
Sello postal iraquí de 1923 con el arco.